# San Bernardino (Suchitepéquez)
San Bernardino (en honor a su santo patrono Bernardino de Siena) es un municipio del departamento de Suchitepéquez de la región sur-occidente de la República de Guatemala.
Después de la Independencia de Centroamérica en 1821, San Bernardino fue parte del Circuito de Mazatenango en el distrito N.º11 (Suchitepéquez) para la administración de justicia.  Luego formó parte del efímero Estado de Los Altos que fue creado por los criollos liberales en 1838.  Este estado fue recuperado por la fuerza y reintegrado al Estado de Guatemala por el general conservador Rafael Carrera en 1840.
El 9 de diciembre de 1893 los pobladores recibieron los papeles y los derechos del territorio de San Bernardino.[cita requerida]

## Toponimia
Muchos de los nombres de los municipios y poblados de Guatemala constan de dos partes: el nombre del santo católico que se venera el día en que fueron fundados y una descripción con raíz náhuatl; esto se debe a que las tropas que invadieron la región en la década de 1520 al mando de Pedro de Alvarado estaban compuestas por soldados españoles y por indígenas tlaxcaltecas y cholultecas.  En algunos casos, los poblados solamente tenían el nombre del santo, como el caso de San Bernandino, el cual fue nombrado así en honor a San Bernardino de Siena.

## División política
El municipio cuenta seis aldeas que son: Las Flores, El Progreso, Las Cruces, El Jardín, El Sauce y La Libertad.

## Demografía
El municipio cuenta con una población aproximada de 16 204 habitantes según el censo de población del año 2018 con una densidad de 506.38 personas por kilómetro cuadrado. El municipio tiene un población superior de gente indígena con un porcentaje del 66 % y sus principales etnias son quiché, kakchiquel, y quekchí y el 44% son ladinos.

## Geografía física
El municipio de San Bernardino tiene una extensión territorial de 32 km² convirtiéndolo en uno de los más pequeños del departamento de Suchitepéquez.

### Clima
El clima es tropical, con gran precipitación pluvial durante la mayoría de los meses del año (de diciembre a marzo son los meses con menos precipitaciones); y según la Clasificación de Köppen es de Clima Monzónico o Subecuatorial (Am). Alcanzan en promedio los 3,150 mm anuales, esto en consecuencia por estar situado en el sur de la Sierra Madre, además de las altas temperaturas cargadas con mucha humedad en la temporada de lluvias por la baja elevación a nivel del mar.
| Parámetros climáticos promedio de San Bernardino | Parámetros climáticos promedio de San Bernardino | Parámetros climáticos promedio de San Bernardino | Parámetros climáticos promedio de San Bernardino | Parámetros climáticos promedio de San Bernardino | Parámetros climáticos promedio de San Bernardino | Parámetros climáticos promedio de San Bernardino | Parámetros climáticos promedio de San Bernardino | Parámetros climáticos promedio de San Bernardino | Parámetros climáticos promedio de San Bernardino | Parámetros climáticos promedio de San Bernardino | Parámetros climáticos promedio de San Bernardino | Parámetros climáticos promedio de San Bernardino | Parámetros climáticos promedio de San Bernardino |
| Mes                                              | Ene.                                             | Feb.                                             | Mar.                                             | Abr.                                             | May.                                             | Jun.                                             | Jul.                                             | Ago.                                             | Sep.                                             | Oct.                                             | Nov.                                             | Dic.                                             | Anual                                            |
| ------------------------------------------------ | ------------------------------------------------ | ------------------------------------------------ | ------------------------------------------------ | ------------------------------------------------ | ------------------------------------------------ | ------------------------------------------------ | ------------------------------------------------ | ------------------------------------------------ | ------------------------------------------------ | ------------------------------------------------ | ------------------------------------------------ | ------------------------------------------------ | ------------------------------------------------ |
| Temp. máx. media (°C)                            | 31.7                                             | 32.3                                             | 32.8                                             | 32.6                                             | 32.0                                             | 31.2                                             | 31.3                                             | 31.3                                             | 30.5                                             | 30.4                                             | 30.8                                             | 31.5                                             | 31.5                                             |
| Temp. media (°C)                                 | 25.2                                             | 25.7                                             | 26.5                                             | 26.8                                             | 26.8                                             | 26.3                                             | 26.2                                             | 26.2                                             | 25.7                                             | 25.5                                             | 25.5                                             | 25.2                                             | 26                                               |
| Temp. mín. media (°C)                            | 18.8                                             | 19.2                                             | 20.2                                             | 21.1                                             | 21.6                                             | 21.4                                             | 21.1                                             | 21.2                                             | 21.0                                             | 20.7                                             | 20.2                                             | 19.1                                             | 20.5                                             |
| Precipitación total (mm)                         | 15                                               | 19                                               | 50                                               | 149                                              | 356                                              | 535                                              | 387                                              | 413                                              | 567                                              | 537                                              | 135                                              | 38                                               | 3201                                             |
| Fuente: Climate-Data.org                         |                                                  |                                                  |                                                  |                                                  |                                                  |                                                  |                                                  |                                                  |                                                  |                                                  |                                                  |                                                  |                                                  |

### Ubicación geográfica
San Bernardino se encuentra a una distancia de 6 km de la cabecera departamental Mazatenango y a 166 km de la Ciudad de Guatemala; está rodeado por municipios del departamento de Suchitepéquez:
- Norte: Samayac
- Este: San Antonio Suchitepéquez
- Oeste: Mazatenango
- Sur: Santo Domingo Suchitepequez[8]

|                    | Norte: Samayac                   |                                 |
| Oeste: Mazatenango |                                  | Este: San Antonio Suchitepéquez |
|                    | Sur: Santo Domingo Suchitepequez |                                 |

## Gobierno municipal
Los municipios se encuentran regulados en diversas leyes de la República, que establecen su forma de organización, lo relativo a la conformación de sus órganos administrativos y los tributos destinados para los mismos.  Aunque se trata de entidades autónomas, se encuentran sujetos a la legislación nacional y las principales leyes que los rigen desde 1985 son:
| N.º | Ley                                                | Descripción |
| --- | -------------------------------------------------- | --- |
| 1   | Constitución Política de la República de Guatemala | Tiene una regulación legal específica para los municipios en los artículos 253 al 262. |
| 2   | Ley Electoral y de Partidos Políticos              | Ley de carácter constitucional aplicable a los municipios en el tema de la conformación de sus autoridades electas. |
| 3   | Código Municipal                                   | Decreto 12-2002 del Congreso de la República de Guatemala. Tiene la categoría de ley ordinaria y contiene preceptos generales aplicables a todos los municipios, e inclusive contiene legislación referente a la creación de los municipios.             |
| 4   | Ley de Servicio Municipal                          | Decreto 1-87 del Congreso de la República de Guatemala. Regula las relaciones entra la municipalidad y los servidores públicos en materia laboral. Tiene su base constitucional en el artículo 262 de la constitución que ordena la emisión de la misma. |
| 5   | Ley General de Descentralización                   | Decreto 14-2002 del Congreso de la República de Guatemala. Regula el deber constitucional del Estado, y por ende del municipio, de promover y aplicar la descentralización y desconcentración económica y administrativa.                                |

El gobierno de los municipios está a cargo de un Concejo Municipal mientras que el código municipal —ley ordinaria que contiene disposiciones que se aplican a todos los municipios— establece que «el concejo municipal es el órgano colegiado superior de deliberación y de decisión de los asuntos municipales […] y tiene su sede en la circunscripción de la cabecera municipal»; el artículo 33 del mencionado código establece que «[le] corresponde con exclusividad al concejo municipal el ejercicio del gobierno del municipio».
El concejo municipal se integra con el alcalde, los síndicos y concejales, electos directamente por sufragio universal y secreto para un período de cuatro años, pudiendo ser reelectos.
Existen también las Alcaldías Auxiliares, los Comités Comunitarios de Desarrollo (COCODE), el Comité Municipal del Desarrollo (COMUDE), las asociaciones culturales y las comisiones de trabajo. Los alcaldes auxiliares son elegidos por las comunidades de acuerdo a sus principios y tradiciones, y se reúnen con el alcalde municipal el primer domingo de cada mes, mientras que los Comités Comunitarios de Desarrollo y el Comité Municipal de Desarrollo organizan y facilitan la participación de las comunidades priorizando necesidades y problemas.
Los alcaldes que ha habido en el municipio son:
| Año  | Nombre                  | Obras                                                    |
| ---- | ----------------------- | -------------------------------------------------------- |
| 1893 | Benvenuto López Santizo | Primer alcalde nombrado tras la formación del municipio. |

## Historia
La existencia del poblado de San Bernardino se remonta en la época precolombina con el nombre de «Ixtacapa». El municipio fue un paraje que formó parte de la capital del reino de Xochiltepec Zapotitlán, que actualmente es el departamento de Suchitepéquez.

### Tras la Independencia de Centroamérica
La constitución del Estado de Guatemala promulgada el 11 de octubre de 1825 —y no el 11 de abril de 1836, como numerosos historiadores han reportado incorrectamente — creó los distritos y sus circuitos correspondientes para la administración de justicia según el Código de Lívingston traducido al español por José Francisco Barrundia y Cepeda; menciona que San Bernardino era parte del Circuito de Mazatenango en el distrito N.º11 (Suchitepéquez), junto con el propio Mazatenango, Samayac, San Lorenzo, San Gabriel, Santo Domingo, Retalhuleu, San Antonio Suchitepéquez, Sapotitlán y Santo Tomás.

### El efímero Estado de Los Altos

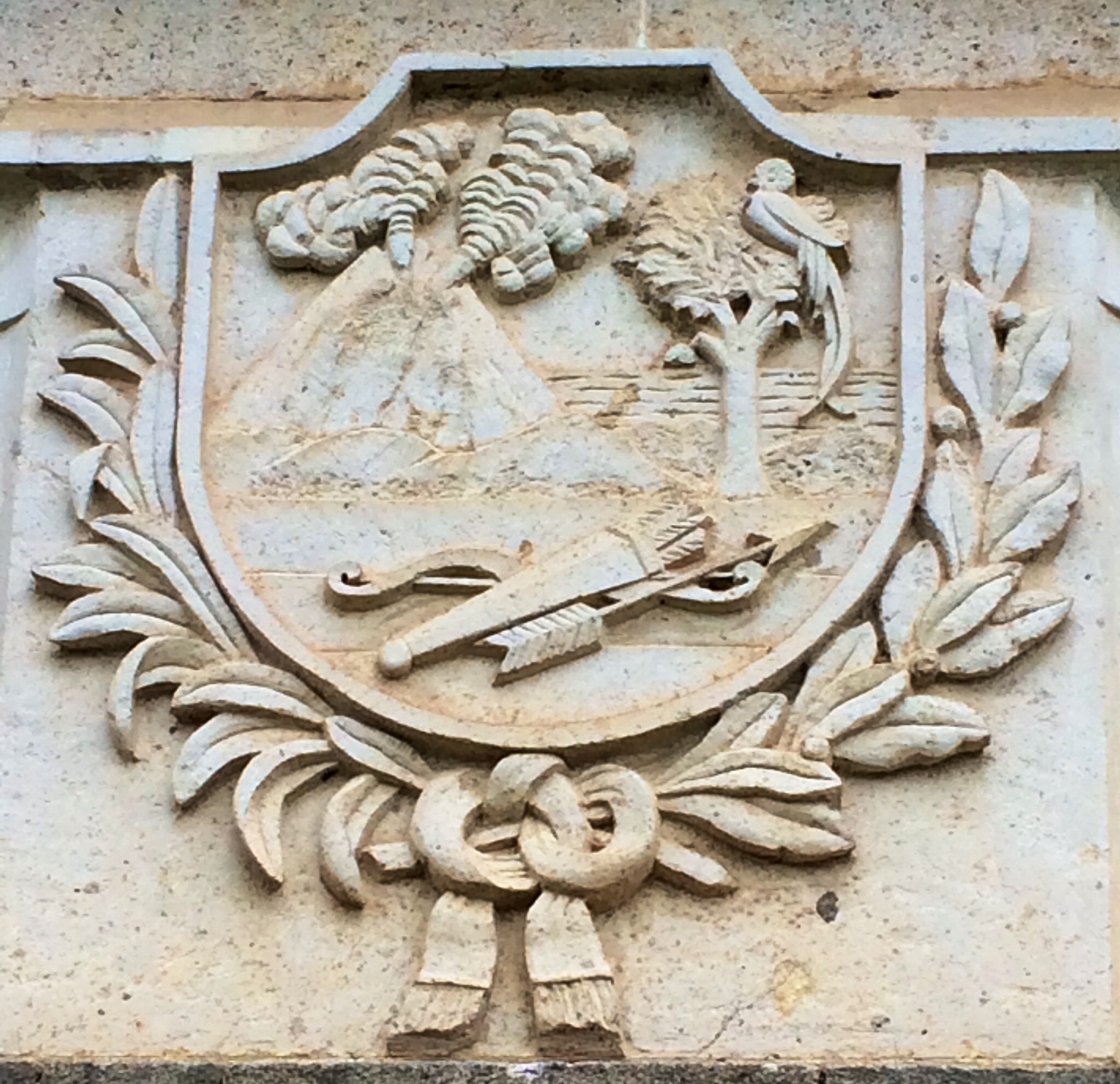
Escudo del Estado de los Altos

A partir del 3 de abril de 1838, San Bernardino fue parte de la región que formó el efímero Estado de Los Altos y que forzó a que el Estado de Guatemala se reorganizara en siete departamentos y dos distritos independientes el 12 de septiembre de 1839: 
- Departamentos: Chimaltenango, Chiquimula, Escuintla, Guatemala, Mita, Sacatepéquez, y Verapaz
- Distritos: Izabal y Petén[13]

La región occidental de la actual Guatemala había mostrado intenciones de obtener mayor autonomía con respecto a las autoridades de la ciudad de Guatemala desde la época colonial, pues los criollos de la localidad consideraban que los criollos capitalinos que tenían el monopolio comercial con España no les daban un trato justo.  Pero este intento de secesión fue aplastado por el general Rafael Carrera, quien reintegró al Estado de Los Altos al Estado de Guatemala en 1840.
El 9 de diciembre de 1893 los pobladores recibieron los papeles y los derechos del territorio de San Bernardino.[cita requerida]